# トゥーン戦車博物館
トゥーン戦車博物館（トゥーンせんしゃはくぶつかん、ドイツ語：Panzermuseum Thun）とは、トゥーン郊外にあるスイス陸軍戦車訓練校の敷地内にある戦車・装甲車輌の博物館である。スイス軍の他、第二次世界大戦期のドイツ軍車両などが展示されている。

## 概要
戦車が野ざらしで展示されている場所で、博物館より野外展示場といった方が実態に近い。ドイツ軍車両のコレクションが有名で、他にもスイスが輸入した車両や試作車両が展示されている。

## 見学
軍事施設内にあるため、入り口にある詰所で必要書類の記入とパスポートの提出が義務づけられている。また案内役の兵士が随伴する。

## 展示車両

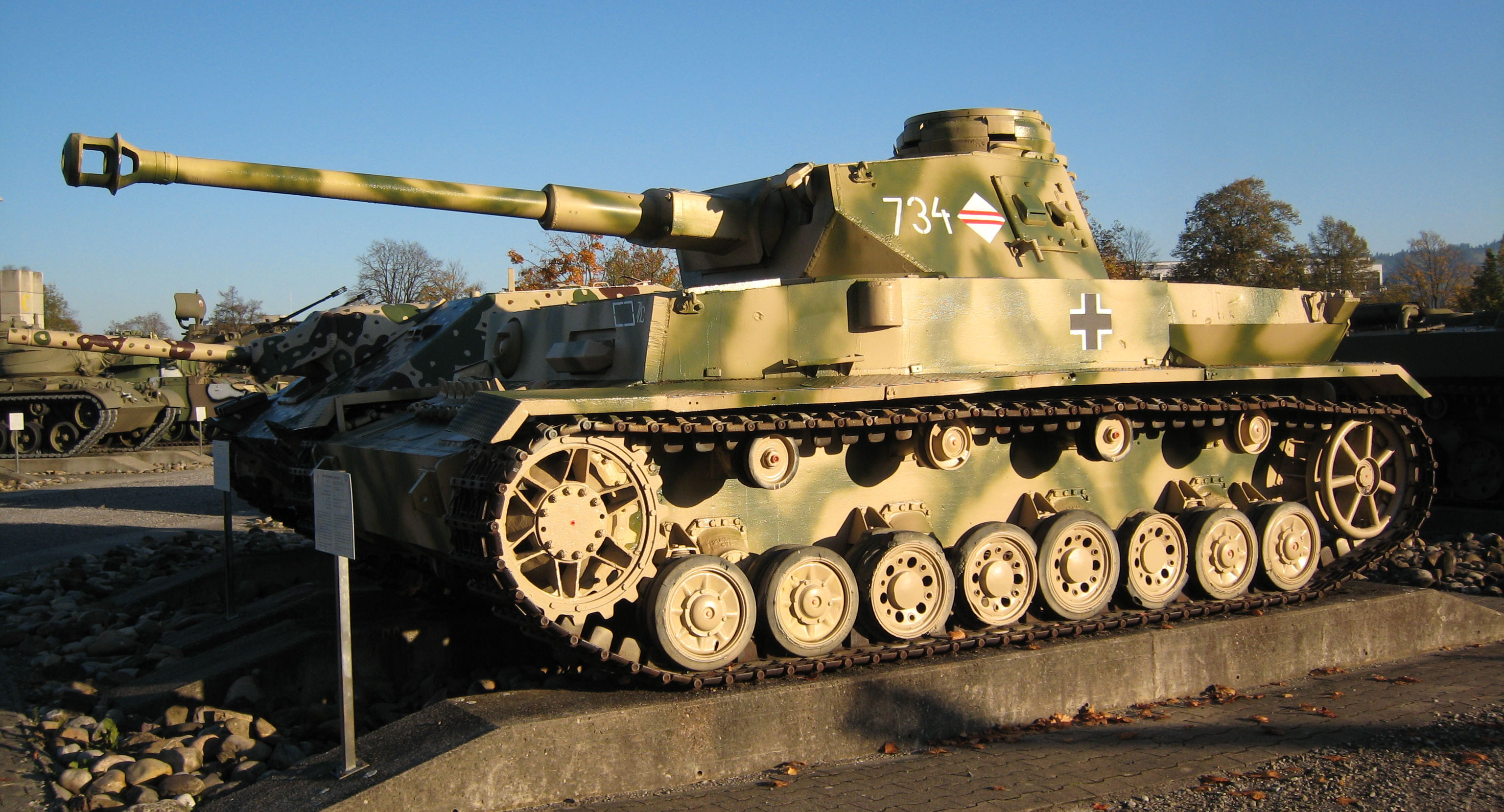
IV号戦車J型、中央の転輪がIII号戦車用、履帯がPz 61用の物になっている

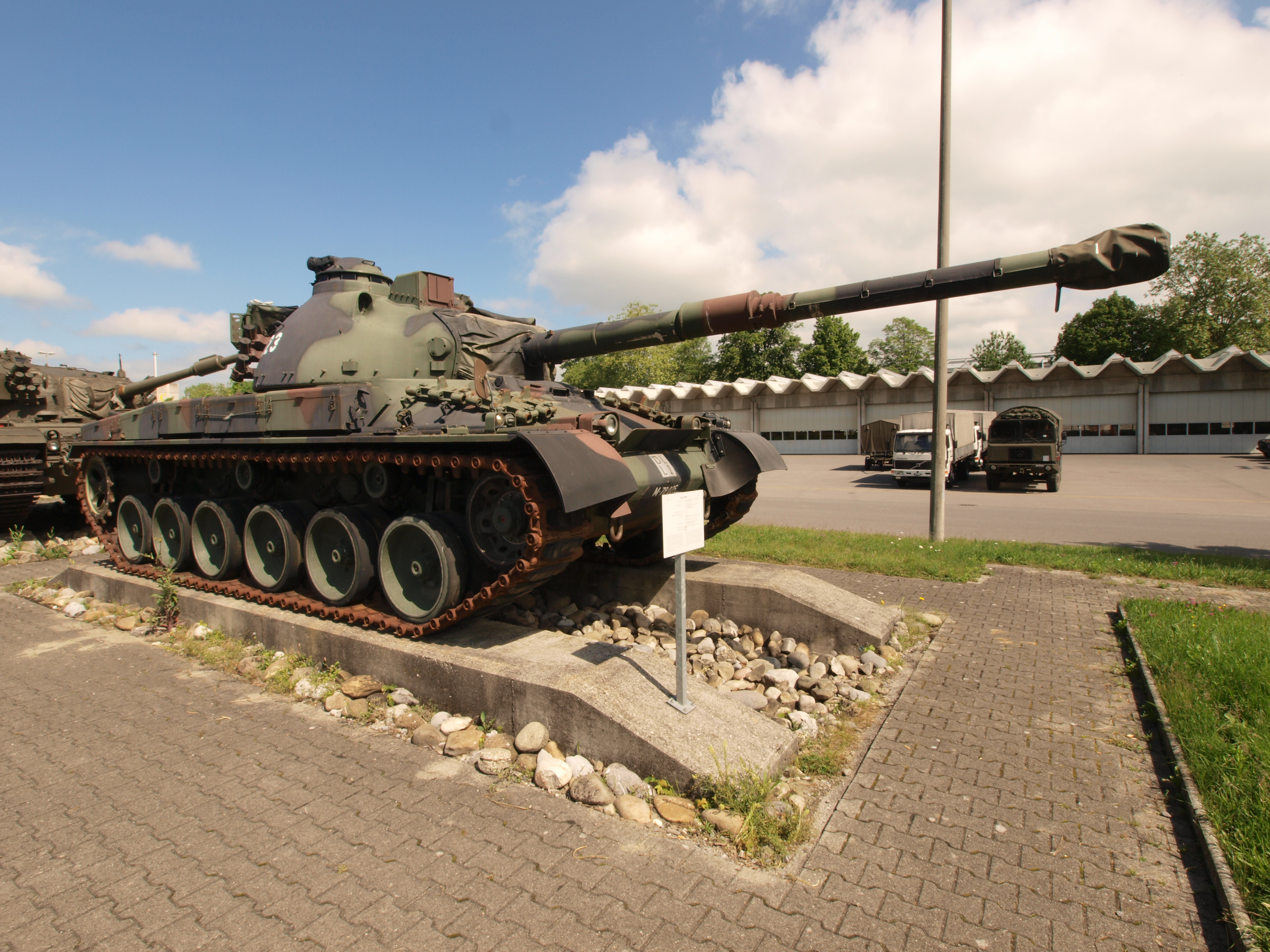
Pz 68

- カーデン・ロイド豆戦車
- ルノー FT-17 軽戦車
- スタッグハウンド装甲車
- Pz 68
- Pz 57（スイス版センチュリオン）
- M47パットン
- M48パットン
- ナーカンプカノーネ1
- ナーカンプカノーネ2グスタフ
- ラングHS.30歩兵戦闘車
- ユニバーサル・キャリア
- G-13（スイス版軽駆逐戦車ヘッツァー）
- MPz 58
- III号突撃砲
- 軽駆逐戦車ヘッツァー
- IV号戦車
- IV号駆逐戦車
- V号戦車パンター
- ヤークトパンター
- ティーガーII
- M7自走砲
- クルツSPz 11-2装甲偵察車
- M4中戦車
- センチュリオン
- T-34-85
- T-54
- レオパルト2